# José Castro Porca
José Gabino Castro Porca (Montevideo, 19 febbraio 1915 – ...) è stato un pallanuotista uruguaiano che ha partecipato alle Olimpiadi estive del 1936.